# Frank Grimm
Frank Grimm (* 25. Mai 1930 in Reinsdorf (Sachsen)) ist ein ehemaliger deutscher Politiker (SED), von 1977 bis 1984 war er Oberbürgermeister der Stadt Schwerin.

## Leben
Grimm, Sohn eines Bergarbeiters, besuchte die Oberschule in Zwickau und legte 1949 das Abitur ab. Von 1950 bis 1954 studierte er Rechtswissenschaft an der Karl-Marx-Universität Leipzig (KMU). 1952 wurde er Mitglied der SED. 1954 legte er sein juristisches Staatsexamen ab. Danach war er als Assistent bzw. Lehrbeauftragter für Strafrecht und Strafprozess an der KMU tätig. Ab 1958 war er Persönlicher Referent des Oberbürgermeisters von Leipzig und anschließend von 1961 bis 1965 Sekretär des Rates der Stadt Leipzig. 1963 promovierte er zum Dr. jur. 
Grimm war von 1965 bis 1970 Bürgermeister von Altenburg. Von 1970 bis 1977 war er Erster Stellvertretender Oberbürgermeister von Leipzig und anschließend vom 9. September 1977 bis zum 23. Mai 1984 Oberbürgermeister von Schwerin. 1976 besuchte er die Parteihochschule.
Von 1967 bis 1981 war Grimm Nachfolgekandidat der Volkskammer. 

## Auszeichnungen
- Vaterländischer Verdienstorden in Bronze (1968)

## Schriften
- Die Weiterentwicklung der ehrenamtlichen Tätigkeit beim umfassenden Aufbau des Sozialismus in der Deutschen Demokratischen Republik: Dargestellt an der Arbeit der ständigen Kommission Kultur der Stadtverordnetenversammlung Leipzig. Leipzig, Jur. F., Diss. v. 8. April 1963